# Liste der Nummer-eins-Hits in Deutschland (1991)
Diese Liste enthält alle Nummer-eins-Hits in Deutschland im Jahr 1991. Es gab in diesem Jahr acht Nummer-eins-Singles und elf Nummer-eins-Alben.
Die Single- und Albumcharts wurden von Media Control wöchentlich zusammengestellt und umfassten jeweils 100 Positionen. Sie spiegeln den Verkauf physischer Tonträger (Vinyl und CD) wider. Zur Ermittlung der Plätze 51 bis 100 wurde auch der Radio-Einsatz der Titel herangezogen. Ausgewertet wurden die Verkäufe innerhalb einer Woche (Montag bis Samstag). Die offizielle Veröffentlichung und Datierung der Charts erfolgte am Montag drei Wochen nach Ende des Erhebungszeitraumes.

## Singles
| ← 1990 ← | Liste der Nummer-eins-Hits in Deutschland | Liste der Nummer-eins-Hits in Deutschland | Liste der Nummer-eins-Hits in Deutschland                                                                                   | 1992 →                    |
| \| Zeitraum \| Wo. ges. \| Interpret \| Titel Autor(en) \| Zusätzliche Informationen \| \| (Zeitraum, Wochen auf Platz eins, Interpret, Titel, Autor[en], zusätzliche Informationen) \| \| \| \| \| \| ----------------------------------------------------------------------------------------- \| -------- \| ---------------------------------------- \| --------------------------------------------------------------------------------------------------------------------------- \| ------------------------- \| \| 12. November 1990 – 27. Januar 1991 11 Wochen \| 11 \| Enigma \| Sadeness (Part I) Musik: M. C. Curly, F. Gregorian; Text: M. C. Curly, David Fairstein \| – \| \| 28. Januar 1991 – 3. März 1991 5 Wochen \| 5 \| Torfrock \| Beinhart Klaus Büchner, Raymond Voß \| – \| \| 4. März 1991 – 7. April 1991 5 Wochen \| 5 \| C+C Music Factory feat. Freedom Williams \| Gonna Make You Sweat (Everybody Dance Now) Robert Manuel Clivillés, Frederick Brandon Williams \| – \| \| 8. April 1991 – 2. Juni 1991 8 Wochen \| 8 \| Roxette \| Joyride Per Håkan Gessle \| – \| \| 3. Juni 1991 – 18. August 1991 11 Wochen \| 11 \| Scorpions \| Wind of Change Klaus Meine \| – \| \| 19. August 1991 – 13. Oktober 1991 8 Wochen \| 8 \| Kate Yanai \| Bacardi Feeling (Summer Dreamin’) Musik: Olivier Bloch-Lainé; Text: Joseph King Hammer, Christina T. Trulio, Kate Markowitz \| – \| \| 14. Oktober 1991 – 17. November 1991 5 Wochen \| 5 \| Bryan Adams \| (Everything I Do) I Do It for You Michael Arnold Kamen, Bryan Guy Adams, Robert John Lange \| – \| \| 18. November 1991 – 26. Januar 1992 10 Wochen \| 10 \| Salt ’n’ Pepa \| Let’s Talk About Sex Herby E. Azor \| – \| |                                           |                                           | |                           |
| ← 1990 |                                           |                                           | | → 1992 →                  |
| Zeitraum | Wo. ges.                                  | Interpret                                 | Titel Autor(en) | Zusätzliche Informationen |
| (Zeitraum, Wochen auf Platz eins, Interpret, Titel, Autor[en], zusätzliche Informationen) |                                           |                                           | |                           |
| 12. November 1990 – 27. Januar 1991 11 Wochen | 11                                        | Enigma                                    | Sadeness (Part I) Musik: M. C. Curly, F. Gregorian; Text: M. C. Curly, David Fairstein                                      | –                         |
| 28. Januar 1991 – 3. März 1991 5 Wochen | 5                                         | Torfrock                                  | Beinhart Klaus Büchner, Raymond Voß                                                                                         | –                         |
| 4. März 1991 – 7. April 1991 5 Wochen | 5                                         | C+C Music Factory feat. Freedom Williams  | Gonna Make You Sweat (Everybody Dance Now) Robert Manuel Clivillés, Frederick Brandon Williams                              | –                         |
| 8. April 1991 – 2. Juni 1991 8 Wochen | 8                                         | Roxette                                   | Joyride Per Håkan Gessle | –                         |
| 3. Juni 1991 – 18. August 1991 11 Wochen | 11                                        | Scorpions                                 | Wind of Change Klaus Meine                                                                                                  | –                         |
| 19. August 1991 – 13. Oktober 1991 8 Wochen | 8                                         | Kate Yanai                                | Bacardi Feeling (Summer Dreamin’) Musik: Olivier Bloch-Lainé; Text: Joseph King Hammer, Christina T. Trulio, Kate Markowitz | –                         |
| 14. Oktober 1991 – 17. November 1991 5 Wochen | 5                                         | Bryan Adams                               | (Everything I Do) I Do It for You Michael Arnold Kamen, Bryan Guy Adams, Robert John Lange                                  | –                         |
| 18. November 1991 – 26. Januar 1992 10 Wochen | 10                                        | Salt ’n’ Pepa                             | Let’s Talk About Sex Herby E. Azor                                                                                          | –                         |

## Alben
| ← 1990 ← | Liste der Nummer-eins-Alben in Deutschland | Liste der Nummer-eins-Alben in Deutschland | Liste der Nummer-eins-Alben in Deutschland | 1992 →                    |
| \| Zeitraum \| Wo. ges. \| Interpret \| Titel \| Zusätzliche Informationen \| \| (Zeitraum, Wochen auf Platz eins, Interpret, Titel, zusätzliche Informationen) \| \| \| \| \| \| ------------------------------------------------------------------------------ \| -------- \| ------------ \| ------------------------ \| ------------------------- \| \| 3. Dezember 1990 – 3. Februar 1991 9 Wochen \| 9 \| Phil Collins \| Serious Hits… Live! \| – \| \| 4. Februar 1991 – 24. Februar 1991 3 Wochen \| 3 \| Sting \| The Soul Cages \| – \| \| 25. Februar 1991 – 7. April 1991 6 Wochen \| 6 \| Queen \| Innuendo \| – \| \| 8. April 1991 – 14. April 1991 1 Woche \| 1 \| Chris Rea \| Auberge \| – \| \| 15. April 1991 – 21. April 1991 1 Woche \| 1 \| Eurythmics \| Greatest Hits \| – \| \| 22. April 1991 – 21. Juli 1991 13 Wochen \| 13 \| Roxette \| Joyride \| – \| \| 22. Juli 1991 – 8. September 1991 7 Wochen \| 7 \| Scorpions \| Crazy World \| – \| \| 9. September 1991 – 22. September 1991 2 Wochen (insgesamt 3) \| 3 \| Metallica \| Metallica \| – \| \| 23. September 1991 – 20. Oktober 1991 4 Wochen \| 4 \| Dire Straits \| On Every Street \| – \| \| 21. Oktober 1991 – 24. November 1991 5 Wochen \| 5 \| Bryan Adams \| Waking Up the Neighbours \| – \| \| 25. November 1991 – 5. April 1992 19 Wochen (insgesamt 25) \| 25 \| Genesis \| We Can’t Dance \| – \| |                                            |                                            |                                            |                           |
| ← 1990 |                                            |                                            |                                            | → 1992 →                  |
| Zeitraum | Wo. ges.                                   | Interpret                                  | Titel                                      | Zusätzliche Informationen |
| (Zeitraum, Wochen auf Platz eins, Interpret, Titel, zusätzliche Informationen) |                                            |                                            |                                            |                           |
| 3. Dezember 1990 – 3. Februar 1991 9 Wochen | 9                                          | Phil Collins                               | Serious Hits… Live!                        | –                         |
| 4. Februar 1991 – 24. Februar 1991 3 Wochen | 3                                          | Sting                                      | The Soul Cages                             | –                         |
| 25. Februar 1991 – 7. April 1991 6 Wochen | 6                                          | Queen                                      | Innuendo                                   | –                         |
| 8. April 1991 – 14. April 1991 1 Woche | 1                                          | Chris Rea                                  | Auberge                                    | –                         |
| 15. April 1991 – 21. April 1991 1 Woche | 1                                          | Eurythmics                                 | Greatest Hits                              | –                         |
| 22. April 1991 – 21. Juli 1991 13 Wochen | 13                                         | Roxette                                    | Joyride                                    | –                         |
| 22. Juli 1991 – 8. September 1991 7 Wochen | 7                                          | Scorpions                                  | Crazy World                                | –                         |
| 9. September 1991 – 22. September 1991 2 Wochen (insgesamt 3) | 3                                          | Metallica                                  | Metallica                                  | –                         |
| 23. September 1991 – 20. Oktober 1991 4 Wochen | 4                                          | Dire Straits                               | On Every Street                            | –                         |
| 21. Oktober 1991 – 24. November 1991 5 Wochen | 5                                          | Bryan Adams                                | Waking Up the Neighbours                   | –                         |
| 25. November 1991 – 5. April 1992 19 Wochen (insgesamt 25) | 25                                         | Genesis                                    | We Can’t Dance                             | –                         |

## Jahreshitparaden
| ← 1990 ← | Liste der Jahres-Nummer-eins-Hits in Deutschland | Liste der Jahres-Nummer-eins-Hits in Deutschland | Liste der Jahres-Nummer-eins-Hits in Deutschland | 1992 →   |
| \| Singles \| Position# \| Alben \| \| ----------------------------------------------------------------------------------------------------------------------------------------------------------------------- \| --------- \| ---------------------------------------- \| \| Wind of Change Scorpions Klaus Meine \| 1 \| Crazy World Scorpions \| \| (Everything I Do) I Do It for You Bryan Adams Michael Arnold Kamen, Bryan Guy Adams, Robert John Lange \| 2 \| Joyride Roxette \| \| Sadeness (Part I) Enigma Musik: M. C. Curly, F. Gregorian; Text: M. C. Curly, David Fairstein \| 3 \| Serious Hits… Live! Phil Collins \| \| Joyride Roxette Per Håkan Gessle \| 4 \| Greatest Hits Eurythmics \| \| Bacardi Feeling (Summer Dreamin’) Kate Yanai Musik: Olivier Bloch-Lainé; Text: Joseph King Hammer, Christina T. Trulio, Kate Markowitz \| 5 \| Out of Time R.E.M. \| \| Beinhart Torfrock Klaus Büchner, Raymond Voß \| 6 \| Kuschelrock 4 (Verschiedene Interpreten) \| \| Ice Ice Baby Vanilla Ice M. Smooth, Robert Matthew Van Winkle, Floyd Brown, Frederick Mercury, Roger Meddows Taylor, Brian Harold May, John Richard Deacon, David Bowie \| 7 \| Vagabond Heart Rod Stewart \| \| The Shoop Shoop Song Cher Rudy Clark \| 8 \| The Razors Edge AC/DC \| \| Senza una donna (Without a Woman) Zucchero & Paul Young Adelmo Fornaciari \| 9 \| The Soul Cages Sting \| \| Ich bin der Martin, ne Diether Krebs Musik: Hanno Bruhn; Text: Diether Krebs \| 10 \| Live Westernhagen \| |                                                  |                                                  |                                                  |          |
| ← 1990 |                                                  |                                                  |                                                  | → 1992 → |
| Singles | Position#                                        | Alben                                            |                                                  |          |
| Wind of Change Scorpions Klaus Meine | 1                                                | Crazy World Scorpions                            |                                                  |          |
| (Everything I Do) I Do It for You Bryan Adams Michael Arnold Kamen, Bryan Guy Adams, Robert John Lange | 2                                                | Joyride Roxette                                  |                                                  |          |
| Sadeness (Part I) Enigma Musik: M. C. Curly, F. Gregorian; Text: M. C. Curly, David Fairstein | 3                                                | Serious Hits… Live! Phil Collins                 |                                                  |          |
| Joyride Roxette Per Håkan Gessle | 4                                                | Greatest Hits Eurythmics                         |                                                  |          |
| Bacardi Feeling (Summer Dreamin’) Kate Yanai Musik: Olivier Bloch-Lainé; Text: Joseph King Hammer, Christina T. Trulio, Kate Markowitz | 5                                                | Out of Time R.E.M.                               |                                                  |          |
| Beinhart Torfrock Klaus Büchner, Raymond Voß | 6                                                | Kuschelrock 4 (Verschiedene Interpreten)         |                                                  |          |
| Ice Ice Baby Vanilla Ice M. Smooth, Robert Matthew Van Winkle, Floyd Brown, Frederick Mercury, Roger Meddows Taylor, Brian Harold May, John Richard Deacon, David Bowie | 7                                                | Vagabond Heart Rod Stewart                       |                                                  |          |
| The Shoop Shoop Song Cher Rudy Clark | 8                                                | The Razors Edge AC/DC                            |                                                  |          |
| Senza una donna (Without a Woman) Zucchero & Paul Young Adelmo Fornaciari | 9                                                | The Soul Cages Sting                             |                                                  |          |
| Ich bin der Martin, ne Diether Krebs Musik: Hanno Bruhn; Text: Diether Krebs | 10                                               | Live Westernhagen                                |                                                  |          |